# جوني مانديل
جوني مانديل (بالإنجليزية: Johnny Mandel)‏ هو ملحن وكاتب أغاني أمريكي، ولد في 23 نوفمبر 1925 في نيويورك في الولايات المتحدة.

## وصلات خارجية
- جوني مانديل على موقع IMDb (الإنجليزية)
- جوني مانديل على موقع ألو سيني (الفرنسية)
- جوني مانديل على موقع ميوزك برينز (الإنجليزية)
- جوني مانديل على موقع قاعدة بيانات برودواي على الإنترنت (الإنجليزية)
- جوني مانديل على موقع أول ميوزيك (الإنجليزية)
- جوني مانديل على موقع ديسكوغز (الإنجليزية)
- جوني مانديل على موقع قاعدة بيانات الفيلم (الإنجليزية)